# تشارلز هدسون (لاعب كرة قاعدة)
تشارلز هدسون (بالإنجليزية: Charles Hudson)‏ هو لاعب كرة قاعدة أمريكي، ولد في 16 مارس 1959 في اينيس في الولايات المتحدة.

## وصلات خارجية
- تشارلز هدسون على موقع دوري كرة القاعدة الرئيسي (الإنجليزية)
- تشارلز هدسون على موقعبيزبول رفرنس.كوم (الدوري الرئيسي) (الإنجليزية)
- تشارلز هدسون على موقعبيزبول رفرنس.كوم (الدوري الثانوي) (الإنجليزية)
- تشارلز هدسون على موقع إي إس بي إن.كوم (أم.أل.بي) (الإنجليزية)
- تشارلز هدسون على موقع مشجعي الرسوم البيانية (الإنجليزية)